# Халава
Халава (араб. حلاوة‎) — город на северо-западе Иордании, расположенный на территории мухафазы Аджлун. Входит в состав района Аджлун.

## Географическое положение
Город находится в западной части мухафазы, в гористой местности, к востоку от реки Иордан, на расстоянии приблизительно 40 километров (по прямой) к северо-западу от столицы страны Аммана. Абсолютная высота — 508 метров над уровнем моря.

## Население
По данным официальной переписи 2015 года численность население составляла 8647 человек (4360 мужчин и 4287 женщин). В городе насчитывалось 1714 домохозяйств.
Динамика численности населения Халавы по годам:
| 1994 | 2004 | 2015 |
| ---- | ---- | ---- |
| 4207 | 5692 | 8647 |

## Транспорт
Ближайший аэропорт расположен в городе Амман.